# برزنیتسه (ناحیه زلین)
برزنیتسه (به چکی: Březnice) یک منطقهٔ مسکونی در جمهوری چک است که در ناحیه زلین واقع شده‌است. برزنیتسه ۹٫۱۵ کیلومتر مربع مساحت و ۱٬۱۹۵ نفر جمعیت دارد و ۲۹۴ متر بالاتر از سطح دریا واقع شده‌است.